# Premio Libros Anagrama
El Premio Libros Anagrama de novela en catalán (en catalán: Premi Llibres Anagrama de novel·la en català) es un premio literario creado en 2016 por la Editorial Anagrama. Se otorga anualmente a una novela inédita en lengua catalana, distinguiendo también al finalista. El premio se entrega el tercer lunes de enero. En las bases se deja claro que las novelas aspirantes al premio no pueden haber sido presentadas a otros premios.

## Premiados
- 2016: Albert Forns por Jambalaia
- 2017: Tina Vallès por La memòria de l'arbre
- 2018: Llucia Ramis por Les possessions
- 2019: Irene Solà por Canjo jo i la muntanya balla
- 2020: Anna Ballbona por No soc aquí
- 2021: Pol Guasch por Napalm al cor
- 2022: Desierto
- 2023: Andrea Genovart por Consum preferent
- 2024: Clara Queraltó por Com un batec en un micròfon